# Hydrogenolyse
Hydrogenolyse ist die Spaltung einer Einfachbindung in einer organisch-chemischen Verbindung zwischen einem Kohlenstoffatom und einem Heteroatom oder zwischen zwei Kohlenstoffatomen mit Wasserstoff unter Katalyse nach dem Schema 
{\displaystyle \mathrm {R{-}X\ +\ H_{2}\longrightarrow R{-}H\ +\ H{-}X} } bzw.
{\displaystyle \mathrm {R^{1}{-}R^{2}\ +\ H_{2}\longrightarrow R^{1}{-}H\ +\ R^{2}{-}H} }

## Geschichte
Der Begriff Hydrogenolyse wurde von Carleton Ellis in Bezug auf die Hydrogenolyse von Kohlenstoff-Kohlenstoff-Bindungen geprägt. Zuvor hatte bereits Paul Sabatier die Hydrogenolyse von Benzylalkohol zu Toluol beobachtet und bereits 1906 hatten Padoa und Ponti die Hydrogenolyse von Furfurylalkohol beobachtet. Homer Burton Adkins und Ralph Connor waren die ersten, die die Kohlenstoff-Sauerstoff-Bindungsspaltung Hydrogenolyse nannten.

## Anwendung
Derartige Hydrogenolysen spielen eine Rolle bei der Entschwefelung von Erdöl-Fraktionen, beim reduktiven Entfernen  von Halogenen in Halogenalkanen und bei der Abspaltung bestimmter Amino-Schutzgruppen in der Peptidsynthese. Häufig werden dabei Katalysatoren zur Erhöhung der Reaktionsgeschwindigkeit eingesetzt. Es handelt sich hier oft um Nebengruppenelemente, vor allem die Platinmetalle, wie Palladium und Platin, aber auch Nickel in Form von Raney-Nickel, Dinickelborid oder Kupferchromit.